# Lylian Guyonneau
Liliane Germaine Lecomte-Guyonneau –conocida como Lylian Guyonneau– (Dissay, 21 de octubre de 1921-Les Verchers-sur-Layon, 9 de mayo de 2004) fue una deportista francesa que compitió en esgrima, especialista en la modalidad de florete. Ganó cuatro medallas en el Campeonato Mundial de Esgrima entre los años 1950 y 1956.

## Palmarés internacional
| Campeonato Mundial | Campeonato Mundial     | Campeonato Mundial | Campeonato Mundial  |
| Año                | Lugar                  | Medalla            | Prueba              |
| ------------------ | ---------------------- | ------------------ | ------------------- |
| 1950               | Montecarlo (Mónaco)    | Medalla de oro     | Florete por equipos |
| 1951               | Estocolmo (Suecia)     | Medalla de oro     | Florete por equipos |
| 1952               | Copenhague (Dinamarca) | Medalla de plata   | Florete por equipos |
| 1956               | Londres (Reino Unido)  | Medalla de plata   | Florete por equipos |